# Culicoides truncorum
Culicoides truncorum är en tvåvingeart som beskrevs av Edwards 1939. Culicoides truncorum ingår i släktet Culicoides och familjen svidknott. Arten har ej påträffats i Sverige. Inga underarter finns listade i Catalogue of Life.